# 少女都市からの呼び声
『少女都市からの呼び声』（しょうじょとしからのよびごえ）は、劇作家・唐十郎の戯曲『少女都市』を、唐が立ち上げた劇団『状況劇場』が改作した舞台作品。
1985年の初演以降、複数回再演されており、本項では、安田章大主演の2023年版（COCOON PRODUCTION）を中心に記述する。

## 概要
本作品は、1969年に上演された唐十郎の戯曲『少女都市』をもとに、唐が立ち上げた劇団『状況劇場』が改作した舞台作品。
1985年に、前述の『状況劇場』が東京・新宿スペースDENで初演し、1993年には、『状況劇場』出身でもある金守珍が主宰する劇団・新宿梁山泊で再演し、文化庁芸術祭賞を受賞した。
以降、フランスの『アヴィニョン演劇祭』をはじめ、カナダやアメリカ、オーストラリアなどでも上演され、海外でも高い評価を受けている。

## 書籍情報
- 唐十郎『少女都市からの呼び声 戯曲篇』右文書院、2008年11月1日。ISBN 978-4-84-210707-3。
- 唐十郎『少女仮面/唐版 風の又三郎/少女都市からの呼び声』ハヤカワ演劇文庫、2019年2月6日。ISBN 978-4-15-140046-9。

## 初演（1985年）
1969年に上演された唐十郎の戯曲『少女都市』をもとに、唐が立ち上げた劇団『状況劇場』が改作した舞台作品として、1985年に東京・新宿スペースDENで初めて上演された。
元々『少女都市』を状況劇場のメンバーだった金守珍や六平直政が自主的に唐の前で発表したところ、唐が気に入り、唐が有沢とビンコを加えて書いたのが本作となる。その試演会を川村毅や渡辺えりや扇田昭彦が観劇し、「これは外でやるべきだ」と評価したことで、状況劇場の若衆公演として1985年に新宿スペースDENにて初演された。
金が自身の劇団『新宿梁山泊』を結成した理由の一つとして、「『少女都市からの呼び声』という作品で六平に田口役を演じてもらうため」だったという。

## 新宿梁山泊版
1993年には、『状況劇場』出身でもある金守珍が主宰する劇団『新宿梁山泊』で再演し、「文化庁芸術祭賞」を受賞した。
以降、同劇団で複数回再演を行っており、フランスの『アヴィニョン演劇祭』をはじめ、カナダやアメリカ、オーストラリアなどでも上演され、本作品が海外でも高い評価を受けるきっかけとなった。
更に、金は、東京・THEATER MILANO-Zaのオープニングシリーズおよび「COCOON PRODUCTION 2023」として上演された、2023年の再演でも演出を担当した。

### 公演日程（新宿梁山泊版）
- 1993年3月：HARUMIドーム21（東京都）[17]
- 1993年9月 - 11月：浜松市勤労会館Uホール（静岡県）、伊丹AIホール（兵庫県）、国府町民会館（鳥取県）、下北沢ザ・スズナリ（東京都）[17]
- 1994年7月：Salle Benoit 12（フランス・アビニョン）[17]
- 1995年10月：デュモリエール劇場（カナダ・トロント）[17]
- 1996年2月：フォルテホール（静岡県）、メディアホール（静岡県）[17]
- 1999年9月・10月：ジャパン・ソサエティー（アメリカ・ニューヨーク）[17]
- 1999年12月：本多劇場（東京都）[17]
- 2007年12月：芝居砦・満天星（東京都）[17]

### 2018年版
新宿梁山泊の創立30周年記念公演として上演された。
『風のほこり』『腰巻おぼろ 妖鯨篇』『オセロー』に続き、記念公演の第4弾となり、新宿梁山泊の通算第62回公演となる。

#### 公演日程（2018年版）
- 2018年3月23日 - 31日：芝居砦・満天星（東京都）[9]

#### キャスト（2018年版）
- 金守珍
- 三浦伸子
- 渡会久美子
- 水嶋カンナ
- 広島光
- 染野弘考
- 小林由尚
- 申大樹
- 傳田圭菜
- 島本和人

- 加藤亮介
- 清水修平
- 柏木亜優美
- 清水美帆子
- 野澤健
- 澤魁士
- 麻生麦
- 中山ラビ
- 根本和史
- 山谷初男

#### スタッフ（2018年版）
- 作：唐十郎
- 演出：金守珍
- 照明：泉次雄+ライズ
- 美術：宇野亞喜良
- 装置：大塚聡+百八竜
- 美術協力：野村直子
- 音響：N-TONE
- 劇中歌作曲：小室等（氷イチゴの歌）、大貫誉
- 振付：大川妙子
- 殺陣：佐藤正行
- 舞台監督：百八竜
- 衣裳：渡会久美子
- 宣伝美術：宇野亞喜良、福田真一
- 主催：新宿梁山泊
- 制作協力：J・S・K
- 協力：MY Promotion、株式会社エム・アール、ライズ、大塚聡アトリエ、エスエープランニング、大須賀博

### 2023年版（花園神社公演）
新宿梁山泊の通算第74回公演として花園神社境内の特設紫テントで上演された。
本作で約40年振りに六平が田口役を演じた。
本作がテント初上演となった。

#### 公演日程（花園神社公演）
- 2023年6月11日 - 26日：花園神社境内 特設紫テント（東京都）[6][18][19]

#### キャスト（花園神社公演）
- 連隊長 / 養老先生 - 風間杜夫[20]
- フランケ醜態博士 - 金守珍[21]
- 田口 - 六平直政[14][22]
- 大鶴義丹
- 水嶋カンナ
- 松田洋治
- 老人B - 藤田佳昭[23]
- 奥山ばらば
- 宮澤寿
- 山口拳生
- 柴野航輝

- 佐藤水香
- 若林美穂
- 紅日毬子
- 染谷知里
- 諸治蘭
- 本間美彩
- 河西茉祐
- 山田のぞみ
- 荒澤守
- 芳田遥
- 松本薫

#### スタッフ（花園神社公演）
- 照明：宮崎絵美子+ライズ
- 美術：大塚聡+百ハ竜
- 劇中歌作曲：小室等、大貫誉
- 音響：大貫誉
- 振付：大川妙子
- 殺陣：佐藤正行
- 衣装：ASUKA
- 舞台監督：広島光
- 宣伝画：東逸子
- 宣伝デザイン：福田真一
- 票券：style office
- 製作・主催：一般社団法人新宿梁山泊

### 2023年版（若衆公演）
花園神社公演、COCOON PRODUCTIONに続いて2023年で3度目の公演。

#### 公演日程（若衆公演）
- 2023年10月17日 - 19日：下北沢ザ・スズナリ（東京都）

#### キャスト（若衆公演）
- 風間杜夫
- 金守珍
- 大久保鷹
- 藤田佳昭
- ジャン・裕一
- 宮澤寿
- 二條正士
- 柴野航煙
- 若林美保

- 紅日毬子
- 本間美彩
- 矢内有紗
- 河西茉祐
- 青山郁彦
- 杉本茜
- 望月麻里
- 松本カオル

#### スタッフ（若衆公演）
- 照明：ライズ
- 舞台美術：大塚聡+百八竜
- 音響：大貫誉
- 振付：大川妙子
- 衣装：ASUKA
- 宣伝画：東逸子
- 宣伝デザイン：福田真一
- 製作・主催：一般社団法人新宿梁山泊

## 2016年版
2016年には、『拝啓 唐十郎さま「少女都市からの呼び声」より』のタイトルで、10月に『Space早稲田演劇フェスティバル』の1作品として東京公演が、12月に熊本公演が上演された。

### 上演日程（2016年版）
- 東京公演：2016年10月21日 - 23日、Space早稲田（東京都）[8][25]
- 熊本公演：2016年12月9日 - 11日、花習舎（熊本県）[25]

### キャスト（2016年版）
- 肥後丸.
- 峰尾かおり
- 玉垣哲朗
- 工藤慎平
- 太郎

- 夢現
- 海幸大介
- 山田夕可
- 新大久保鷹
- 山南純平

### スタッフ（2016年版）
- 作：唐十郎
- 演出：山南純平
- 音楽：タカハシユウジ、工藤慎平
- 舞台監督：工藤慎平
- 音響照明：ねんねこ舎
- 宣伝美術：higomaru.、ピーチマンション
- 大道具：邪ラビット
- 制作：さかもとまり、関晴史
- 東京公演協力：流山児☆事務所
- 熊本公演協力：花習舎
- 協力：劇団夢桟敷、劇団仮面工房、劇団みちくさ、ゼロソー
- 後援：熊本県、熊本演劇人協議会

## 2019年版
新進演劇人に上演の場を提供し、育成を図ることを目的とした「日本の演劇人を育てるプロジェクト」の一環として上演された。
2018年に上演された『腰巻お仙 振袖火事の巻』に続き、アングラ演劇を読み込み、再構築するシリーズの第2弾となる。

### 公演日程（2019年版）
- 2019年12月6日 - 18日：Space早稲田（東京都）[10]

### キャスト（2019年版）
- 山丸莉菜
- 星美咲
- 祁答院雄貴
- 伊藤俊彦
- 井村タカオ
- 勝俣美秋

- 佐野陽一
- 山下直哉
- 江口翔平
- 原田理央
- 中原和宏
- 大久保鷹

### スタッフ（2019年版）
- 作：唐十郎
- 演出：小林七緒（流山児☆事務所）
- 音楽：諏訪創
- 振付：スズキ拓朗（CHAiroiPLIN）
- 美術・舞台監督：小林岳郎
- 照明：横原由祐
- 音響：高塩顕
- 衣装：岩男海史（アヴァンギャルド×コンプレックス)
- 映像：浜嶋将裕
- 舞台監督助手：橋口佳奈
- イラスト：ヨコヤマ茂未
- 宣伝美術：江利山浩二（KINGS ROAD）
- アシスタント・プロデューサー：米山恭子
- プロデューサー：流山児祥

## 2021年版
本作品の初演も手掛けた唐十郎が主宰する劇団『唐組』の第66回公演として上演された。演出は唐と久保井研の共同で担当。

### 公演日程（2021年版）
- 2021年1月20日 - 24日：下北沢駅前劇場（東京都）[11][26]

### キャスト（2021年版）
- 久保井研
- 稲荷卓央
- 藤井由紀
- 福本雄樹
- 福原由加里
- 加藤野奈
- 大鶴美仁音
- 栗田千亜希
- 升田愛

- 藤森宗
- 松本遼平
- 全原徳和
- 重村大介
- 友寄有司
- 新美あかね
- 山田隼平
- 山本十三
- 岡田篤弥

### スタッフ（2021年版）
- 作：唐十郎
- 演出：久保井研、唐十郎
- 絵：合田佐和子
- 作曲：小室等、北村早樹子、安保由夫
- 宣伝美術：海野温子
- 舞台美術：大鶴美仁音、紅美術団子
- 照明：福本雄樹
- 衣装：藤井由紀
- 音響：福原由加里
- 舞台監督：全原徳和
- 演出助手：加藤野奈

## 2023年版（COCOON PRODUCTION）
安田章大が主演を務め、2023年7月9日から同年8月22日にかけて上演された。演出は金守珍が担当。

### 概要（COCOON PRODUCTION）
2023年4月14日に開業した、東京都・新宿区の『東急歌舞伎町タワー』の6階に新たに常設される劇場『THEATER MILANO-Za』のオープニングシリーズの一つとして上演された。
ヒロイン・雪子を演じる咲妃みゆは、本作が初のストレートプレイとなる。
2023年の公演としては、本作の演出を手掛けた金が主宰する劇団『新宿梁山泊』で上演した同年6月の花園神社でのテント版に続いて2回目となる。更に、本作閉幕後の同年10月には2023年で3回目となる若衆公演が上演された。
本作発表当初に大阪公演の初日としていた8月15日公演が台風7号の影響で会場の最寄駅を通る近鉄奈良線の全線運転見合わせが発表されたことにより上演中止となった。

### 制作（COCOON PRODUCTION）

#### 安田について
主演の安田は、唐の作品の大ファンであり、本作のオファーを受け、「嬉しい」「誇りに思います」「アングラの極みである唐さんの作品に出られるということは、自分の生きてきた道が間違ってなかったのかな」とコメントしている。ファンになったきっかけは、2014年に上演された安田主演の舞台『ジュリエット通り』で唐の息子である大鶴佐助と共演し、大鶴からは「にぃに」と呼ばれプライベートでも旅行に行くほど仲良くなり、大鶴から「（唐作品の）テント芝居を観に行こう」と誘われ、観劇したことからだという。なお、本作の稽古前まで安田は唐とは実際に会ったことはなかったが、2023年6月某日に唐が稽古場に来たという。
安田に主人公・田口役をオファーをした理由として、演出を担当した金は安田が唐作品のファンで出演を熱望していたことを知っており、数ある唐作品の中から本作を選んだのは安田に「唐十郎的な要素」が見えたからだという。また、金は安田のことを「現代の歌舞伎役者」と表現した上に、「アングラは500年続く日本伝統の歌舞伎の原型」という思いがあり、その歌舞伎を安田が演じることで現代に受け継がれ、「現代歌舞伎」として誕生すると感じているといい、「500年先まで続いていけば嬉しい」と語っている。これは安田も金から「昔のアングラを知らない今の若い子達にも、どんどん受け継いでいってもらいたい」「若い人の中でも、安田くんはアングラの世界と感覚が合うんだろうなと思ってので、安田くんにそれを担ってもらって、残していって欲しい」と金から言われたという。これに対して安田は「僕が繋いだら、また次の新しい若い子たちがそれをキャッチして…という風にどんどん繋いでいってもらいたいし、僕もしっかりと架け橋になれたら良いな」、「自分は唐さんから金さんへと繋がる世代の中に入って、伝書鳩のように届けている感覚」と語っている。安田の今後の構想としても、もっと唐作品に出演し、テント公演や下北沢ザ・スズナリ公演にも挑戦したいと語っている。
金は安田に対して、「唐十郎の作品を読み解いてきた人ですから、大変話しやすい」と語っている。また、金曰く、唐が音楽を聴きながら脚本を書いているため唐作品は「音楽」が基本にあるといい、安田は「バンド（関ジャニ∞）をやっていて感性がミュージシャン」であるため、「安田さんには唐さんの作品にある、物凄くシュールなイメージの飛躍力がある」と評している。
金は安田のことを「イメージを投げかけると膨らませてこちらに戻ってくる。そのキャッチボールが出来る人」と評価している。また、ミュージシャンとしても安田の歌唱力とギターの演奏スキルを「特権的資質」として賞賛しており、「ミュージシャン専業でなくてもあそこまで登り詰めるとは、よっぽどの感性を持った人」と高く評価している。

#### その他キャスト・登場人物について
初のストレートプレイへの参加となる咲妃は、ストレートプレイへの出演は念願だったために「とても嬉しかった」というが、同時に、難しい作品および役どころだったため、不安もあったという。しかし、咲妃が所属する事務所のスタッフから「きっとこれは大いなる挑戦になると思うけれど、トライする価値があると思う」という言葉で背中を押されたといい、「お仕事にしても、私生活にしても、果敢に挑んでいきたい」「やれるだけのことはやってみよう」と思ったという。更に、稽古を行っていく中で徐々に不安が払拭されたという。
ビンコという役について、演じた小野は「ぶっ飛んだところもあるけれど、沢山の愛も憎しみと母性を抱き、それを振り切った人」と表現している。
有沢が田口の夢では無いところで登場する人物であるため、夢の中の人々は破茶滅茶な表現が出来るが、演じた細川は、「有沢はリアルから離れ過ぎるのもどうなんだろう、でもリアルな芝居をしても面白くないし」と探りながら演じたという。そこで、細川は過去の本作の公演資料を見て、細川曰く徐々に有沢とビンコの関係が「これまでやってきたものとは違う方向に動き始めた」という。
これまでの『少女都市からの呼び声』で金はフランケ醜態博士役を演じていたが、今回で初めて連隊長や養老先生役を演じている。
風間や金が演じた連隊長という役は棄民の象徴として描かれている。
風間や金が演じた養老先生は、花園神社でのテント版では風間が演じ、学者風の乱した髪型にしているが、本作では風間が「もっとスマートに出てくる感じがある」と考え、連隊長役と共にテント版との演じ分けを特に意識しているという。
老人Bを演じた六平は、稽古当初は年寄りに見せるようにゆっくり喋っていたが、「唐さんの世界では何か違うな」と感じ、「なんてジメジメした陽気だろう」という台詞もテンポを上げて流れるように喋ることを心掛けているという。
老人AとBには他の人は見えないオテナの塔が見えており、本作の中でクッションのような役割として描かれている。なお、なぜ老人AとBだけがオテナの塔を見えるのかについて、老人Aを演じた六平は「歳月を生きてきたから」と捉えている。

#### 作品について
金の初期の構想としては、テント公演とミラノ座公演を連続して上演したかったといい、「ミラノ座の前の広場でトラック劇場や唐の『状況劇場』などのアーカイブの上演」、「新宿の町中を演者が大正琴を演奏しながら練り歩く」など、歌舞伎町の町をその名の通り「歌舞伎の町」としてしまうほどの「祭り」のような壮大な企画をしていたが、断念したという。しかし、金は本作が成功すれば「新たな展開も見えてくるんじゃないか」「その突破口を開くために安田くんの力をお借りしたい」と語っている。
本作の直前まで上演していた花園神社公演のテント版では、本作で安田が演じた田口役を六平（本作では老人A役）が、本作で三宅が演じたフランケ醜態博士役を金（本作では老人 / 連隊長 / 養老先生 / 町の男役）が演じている。なお、同公演で風間は本作と同じ連隊長 / 養老先生役を演じた。
本作と花園神社公演のテント版では美術や音楽が演出ごと大きく異なっている。

#### 音楽・美術
本作の劇中歌「さすらいの唄」は、金が「唐十郎さんの作品は劇中歌が大事」とゲネプロ3日前に思い立ち、ゲネプロ前日に安田に演出の変更を伝え、安田も1日で覚え、ゲネプロが初披露となった。
本作の美術を担当した大塚聡は、テント版のような小規模会場であれば観客の想像力に委ねることが出来るが、本作のような1000人規模の劇場の場合は「ある程度具体的なイメージを設定したい」と考えつつ、「唐作品が持つ多様性やアングラ感は残す」ということを意識したという。また、金と相談し、ワゴンを使用して劇的に転換することで、観客が「劇場でもテントで観ているような感覚」を体感出来るように工夫したという。なお、唐が高さのある空間を好まず、低い視点を書くことが多いということを大塚が認知していたため、ストリングスカーテンを吊って低く見せつつ、それが髪の毛や胎内や「スウェーデンの城」のオーロラのように見せ、観客のイメージを膨らませることを意識したという。
衣装を担当した伊藤佐智子は、「ガラスの子宮」が花芯のような部分で、そこから町の人々や乞食老人、満州の兵隊などを時空を超えて絡め、伊藤曰く「カオスな世界」を描いているという。
ヘアメイクを担当した新井健生は、宣伝ビジュアルの撮影では、少し抽象的でアバンギャルドなイメージでアングラの世界を表現したという。本番の舞台でも基本はその流れを踏襲しつつ、より自由に飛躍して考えたという。
また、新井曰く田口と雪子はほとんど同一人物というコンセプトとして制作し、物語の中心である2人はあまり盛りすぎないようにして、その分フランケや子宮虫、乞食老人といった個性的な周りの人たちで「新しいアングラの世界」をイメージして制作していった。

### あらすじ（COCOON PRODUCTION）
手術台に寝かされている男・田口に、親友・有沢とその婚約者・ビンコが付き添っている。看護婦が有沢に、田口の体の一部を取り除くかと迫るが、それは誰のものかも分からぬ髪の毛だった。有沢が看護婦からの問いに窮する中、田口は妹・雪子を探しに夢の世界へと旅に出た。そこで田口はガラス工場で働く雪子と再会を果たすが、雪子は右手の指を三本も失っており、雪子のフィアンセだというフランケ醜態博士によって体をガラスに変える手術を施されていた。フランケの隙を見て雪子を連れ出そうとする田口だが、三本の指を手に入れるまでは出られないと雪子に言われ、田口は自らの二本の指を切り落とし雪子に渡したが、銃を構えたフランケに阻まれる。そこで田口は切るはずだった最後の指の正体に気付く。

### 上演日程（COCOON PRODUCTION）
| 年                                          | 月                                          | 日                                          | 時間                                        | 会場                                        |
| 東京公演（2023年7月9日 - 8月6日、全30公演） | 東京公演（2023年7月9日 - 8月6日、全30公演） | 東京公演（2023年7月9日 - 8月6日、全30公演） | 東京公演（2023年7月9日 - 8月6日、全30公演） | 東京公演（2023年7月9日 - 8月6日、全30公演） |
| ------------------------------------------- | ------------------------------------------- | ------------------------------------------- | ------------------------------------------- | ------------------------------------------- |
| 2023年                                      | 7月                                         | 9日                                         | 14:00                                       | THEATER MILANO-Za                           |
| 2023年                                      | 7月                                         | 10日                                        | 14:00                                       | THEATER MILANO-Za                           |
| 2023年                                      | 7月                                         | 10日                                        | 18:30                                       | THEATER MILANO-Za                           |
| 2023年                                      | 7月                                         | 13日                                        | 14:00                                       | THEATER MILANO-Za                           |
| 2023年                                      | 7月                                         | 13日                                        | 18:30                                       | THEATER MILANO-Za                           |
| 2023年                                      | 7月                                         | 14日                                        | 14:00                                       | THEATER MILANO-Za                           |
| 2023年                                      | 7月                                         | 15日                                        | 14:00                                       | THEATER MILANO-Za                           |
| 2023年                                      | 7月                                         | 15日                                        | 18:30                                       | THEATER MILANO-Za                           |
| 2023年                                      | 7月                                         | 16日                                        | 14:00                                       | THEATER MILANO-Za                           |
| 2023年                                      | 7月                                         | 17日                                        | 18:30                                       | THEATER MILANO-Za                           |
| 2023年                                      | 7月                                         | 20日                                        | 14:00                                       | THEATER MILANO-Za                           |
| 2023年                                      | 7月                                         | 20日                                        | 18:30                                       | THEATER MILANO-Za                           |
| 2023年                                      | 7月                                         | 21日                                        | 14:00                                       | THEATER MILANO-Za                           |
| 2023年                                      | 7月                                         | 22日                                        | 14:00                                       | THEATER MILANO-Za                           |
| 2023年                                      | 7月                                         | 22日                                        | 18:30                                       | THEATER MILANO-Za                           |
| 2023年                                      | 7月                                         | 23日                                        | 14:00                                       | THEATER MILANO-Za                           |
| 2023年                                      | 7月                                         | 24日                                        | 18:30                                       | THEATER MILANO-Za                           |
| 2023年                                      | 7月                                         | 27日                                        | 14:00                                       | THEATER MILANO-Za                           |
| 2023年                                      | 7月                                         | 27日                                        | 18:30                                       | THEATER MILANO-Za                           |
| 2023年                                      | 7月                                         | 28日                                        | 14:00                                       | THEATER MILANO-Za                           |
| 2023年                                      | 7月                                         | 29日                                        | 14:00                                       | THEATER MILANO-Za                           |
| 2023年                                      | 7月                                         | 29日                                        | 18:30                                       | THEATER MILANO-Za                           |
| 2023年                                      | 7月                                         | 30日                                        | 14:00                                       | THEATER MILANO-Za                           |
| 2023年                                      | 7月                                         | 31日                                        | 18:30                                       | THEATER MILANO-Za                           |
| 2023年                                      | 8月                                         | 3日                                         | 14:00                                       | THEATER MILANO-Za                           |
| 2023年                                      | 8月                                         | 3日                                         | 18:30                                       | THEATER MILANO-Za                           |
| 2023年                                      | 8月                                         | 4日                                         | 14:00                                       | THEATER MILANO-Za                           |
| 2023年                                      | 8月                                         | 5日                                         | 14:00                                       | THEATER MILANO-Za                           |
| 2023年                                      | 8月                                         | 5日                                         | 18:30                                       | THEATER MILANO-Za                           |
| 2023年                                      | 8月                                         | 6日                                         | 14:00                                       | THEATER MILANO-Za                           |
| 大阪公演（2023年8月16日 - 22日、全9公演）   |                                             |                                             |                                             |                                             |
| 2023年                                      | 8月                                         | 15日                                        | 15:00                                       | 東大阪市文化創造館 Dream House 大ホール     |
| 2023年                                      | 8月                                         | 16日                                        | 14:00                                       | 東大阪市文化創造館 Dream House 大ホール     |
| 2023年                                      | 8月                                         | 16日                                        | 18:30                                       | 東大阪市文化創造館 Dream House 大ホール     |
| 2023年                                      | 8月                                         | 17日                                        | 14:00                                       | 東大阪市文化創造館 Dream House 大ホール     |
| 2023年                                      | 8月                                         | 19日                                        | 14:00                                       | 東大阪市文化創造館 Dream House 大ホール     |
| 2023年                                      | 8月                                         | 19日                                        | 18:30                                       | 東大阪市文化創造館 Dream House 大ホール     |
| 2023年                                      | 8月                                         | 20日                                        | 14:00                                       | 東大阪市文化創造館 Dream House 大ホール     |
| 2023年                                      | 8月                                         | 21日                                        | 14:00                                       | 東大阪市文化創造館 Dream House 大ホール     |
| 2023年                                      | 8月                                         | 21日                                        | 18:30                                       | 東大阪市文化創造館 Dream House 大ホール     |
| 2023年                                      | 8月                                         | 22日                                        | 13:00                                       | 東大阪市文化創造館 Dream House 大ホール     |

### 主要人物
田口
演 - 安田章大
本作の主人公。雪子の兄。
妹の雪子を探しに夢の世界へと旅立つ。
夢の世界でフランケの隙を見て雪子を連れ出そうとする。
雪子
演 - 咲妃みゆ
田口の妹。
夢の世界のガラス工場で働いており、右手の指を3本失っている。
フィアンセだというフランケによって体をガラスに変える手術を施されていた。
フランケ醜態博士
演 - 三宅弘城
雪子のフィアンセ。
雪子の体をガラスに変える手術を施した。
看護婦
演 - 桑原裕子
有沢に田口の体の一部を取り除くかと迫る。
ビンコ
演 - 小野ゆり子
有沢の婚約者。
有沢
演 - 細川岳
田口の親友。
手術台に寝かされている田口にビンコと共に付き添っている。
老人A・B
演 - 肥後克広（B）、六平直政（A）
他の人は見えないオテナの塔が見えている。
連隊長
演 - 風間杜夫（7月公演） / 金守珍（8月公演）
旧日本軍連隊長の亡霊。
猛吹雪の中で突撃を繰り返しており、未だに亡霊として満州で彷徨っている。

### キャスト（COCOON PRODUCTION）
- 田口 - 安田章大[6][57][38]
- 雪子 - 咲妃みゆ[6][57][32]
- フランケ醜態博士 / おしめをした男の幼児 - 三宅弘城[6][57][21]
- 看護婦 / フランケ助手 - 桑原裕子[6][57][58]
- ビンコ - 小野ゆり子[6][57][45]
- 有沢 - 細川岳[6][57][46]
- 連隊長 / 養老先生 / 老人 / 町の男 - 金守珍[59][57][47][注 4]
- 老人B - 肥後克広[6][57][48]
- 老人A - 六平直政[6][57][49]
- 連隊長 / 養老先生 / 町の男 - 風間杜夫[6][57][20][注 4]
- インターン（島田） / 乞食老人 / 兵隊 / 町の人たち - 松田洋治[6][57][60]
- 乞食老人 / 子宮虫 / 防空頭巾の女 / 町の人たち / 看護婦長 - 渡会久美子[6][57][60]
- 医師 / 乞食老人 / 兵隊 / 町の人たち - 藤田佳昭[6][57][23]
- インターン / 乞食老人 / 子宮虫 / 防空頭巾の女 / 町の人たち - 出口稚子[6][57][61]
- インターン / 乞食老人 / 兵隊 / 町の人たち - 板倉武志[6][57][23]
- インターン / 乞食老人 / 兵隊 / 町の人たち - 米良まさひろ[6][57][23]
- インターン / 乞食老人 / 兵隊 / 町の人たち - 宮澤寿[6][57][62]
- インターン / 乞食老人 / 兵隊 / 町の人たち - 柴野航輝[6][57][62]
- 手術助手 / 乞食老人 / 兵隊 / 町の人たち - 荒澤守[6][57][62]
- 手術助手 / 乞食老人 / 兵隊 / 町の人たち - 山﨑真太[6][57][62]
- 乞食老人 / 子宮虫 / 防空頭巾の女 / 町の人たち / アブちゃんをつけた少女[注 5] - 紅日毬子[6][57][61]
- 手術助手 / 乞食老人 / 子宮虫 / 防空頭巾の女 / 町の人たち - 染谷知里[6][57][61]
- 手術助手 / 乞食老人 / 子宮虫 / 防空頭巾の女 / 町の人たち / アブちゃんをつけた少女[注 5] - 諸治蘭[6][57][63]
- 手術助手 / 乞食老人 / 子宮虫 / 防空頭巾の女 / 町の人たち - 本間美彩[6][57][63]
- 乞食老人 / 子宮虫 / 防空頭巾の女 / 町の人たち - 河西茉祐[6][57][63]

### 劇中歌
- 月に一度は[52]
- ガラスの子宮[52]
- 氷いちごの唄[52]
- さすらいの唄[51][52]

### グッズ（COCOON PRODUCTION）
- プログラム（2,000円）[64]
- 公演オリジナルショッパーつきプログラム（2,100円）[64]

### スタッフ（COCOON PRODUCTION）
※出典を参照。
- 作：唐十郎
- 演出：金守珍
- 音楽：大貫誉
- 美術：大塚聡
- 照明：泉次雄
- 音響：友部秋一
- 衣装：伊藤佐智子
- ヘアメイク：新井健生
- 映像：石原澄礼、新保瑛加
- 振付：広崎うらん
- 殺陣：前田悟
- 美術助手：岩本三玲
- 演出助手：相田剛志
- 舞台監督：幸光順平、足立充章
- 舞台監督助手：今井眞弓、村上勇作、西邑武人、山田貴大、高橋唯、小見山実侑、大堀光威、鷲北裕一
- 照明操作：宮崎絵美子、藤野萌、大久保喬史、内田英嗣、村野愛、飯島心
- 照明プログラマー：山口洸、渥美友宏
- 音響操作：千田武志、河内寛之、曽里和花
- 衣装進行：中野かおる、中瀬古久美
- ヘアメイク進行：MASAKI、京極真穂、松成幸太
- 映像操作：玉木将人
- 制作助手：加藤恵梨花
- 音響助手：枳梖敦
- 衣装助手：江森明日佳（ブリュッケ）、関口琴子（ブリュッケ）、井上美佐子
- 衣装制作：都築彩（ブリュッケ）
- 振付助手：出口稚子
- 大道具：伊藤清次（ジーコム）
- 背景：松中邦彦（美術工房拓人）
- 小道具：西村太志（高津装飾美術）
- 小道具製作：篠川理湖、長谷川愛美
- 電飾：福冨健司（コマデン）
- 特殊効果：磯田壮一（酸京クラウド）
- 履物：アーティス
- 運搬：マイド
- ヘアメイク協力：ISPA、マンダム、UZU BY FLOWFUSHI、GMコーポレーション、ケサランパサラン、COVERMARK
- 衣装協力：SHINDO 東京支店 / S.I.C.ショールーム、石井綾子
- 協力：劇団唐組、新宿梁山泊事務所、ライズ、アートコア、オフィス新音、ブリュッケ、監物裕子（新井健生事務所）、&FICTION!、Roots、スマイルステージ、古謝里沙、小栗円香、山中麻耶、渋谷ステージセンター
- 宣伝美術：山下浩介
- 宣伝写真：江森康之
- 宣伝衣装：伊藤佐智子
- 宣伝ヘアメイク：新井健生
- 宣伝動画：原口貴光（帝斗創像）
- 宣伝広報：ディップス・プラネット
- 東京公演主催：Bunkamura
- エグゼクティブ・プロデューサー：加藤真規
- チーフ・プロデューサー：森田智子
- プロデューサー：金子紘子
- 制作：和田幸子
- 制作助手：藤崎晃雅、松本美緒
- 票券：青木元子、石井のぞみ
- 劇場運営部部長：枝村義夫（TSTエンタテイメント）
- 大阪公演主催：サンライズプロモーション大阪（山田泰彦、安田敬秀）
- 大阪公演共催：PFI東大阪文化創造館株式会社
- 企画・製作：Bunkamura